# Tupolew ANT-20
Die achtmotorige Tupolew ANT-20 Maxim Gorki (russisch Туполев АНТ-20 Максим Горький) war ein sowjetisches Passagierflugzeug der 1930er Jahre. Bei seinem Erscheinen im Jahre 1934 war es das weltweit größte und schwerste Landflugzeug.

## Geschichte
Die Idee zum Bau eines Großflugzeuges anlässlich des vierzigjährigen schriftstellerischen Jubiläums von Maxim Gorki wurde im Oktober 1932 vom Journalisten Michail Kolzow unterbreitet und von Josef Stalin befürwortet. Um die dafür notwendige Finanzierung zu sichern, wurde noch im gleichen Monat eine Vereinigung unter Vorsitz Kolzows gegründet. In diesem „Allunionskomitee für den Bau des Propagandaflugzeuges Maxim Gorki“ befanden sich etwa 70 namhafte Persönlichkeiten aus Wissenschaft und Kunst. Mithilfe der Tageszeitung Prawda und des staatlichen Rundfunks wurden für das Vorhaben Spendenaufrufe durchgeführt. Bis zum Januar 1933 konnten auf diese Weise sechs Millionen Rubel für den Bau bereitgestellt werden, und das Komitee begann unter dem Leiter des ZAGI Nikolai Charlamow mit der Planungsphase. Es war vorgesehen, die Maxim Gorki als Flaggschiff bei der Propagandastaffel gleichen Namens einzusetzen.
Der Bau der meist nur als „MG“ betitelten Maschine begann am 4. Juli 1933 und wurde vom ZAGI, das als einzige Einrichtung in der Sowjetunion Erfahrung im Bau von Großflugzeugen verfügte, im Werk für Sonderkonstruktionen (SOK, Nr. 156) nahe Moskau durchgeführt. Als Grundlage diente der schwere Bomber ANT-16 von 1933 beziehungsweise deren Weiterentwicklung ANT-20 mit M-34-Motoren, die nur Projekt blieb und deren Pläne umgehend von Andrei Tupolew für die Konstruktion genutzt wurden. Im Gegensatz zur ANT-16 besaß die MG eine veränderte Tragfläche mit um neun Meter vergrößerter Spannweite. Der Rumpf wurde ebenfalls um einen halben Meter verlängert und erhielt ein neues Leitwerk. Am 31. März 1934 wurde die ANT-20 fertiggestellt. Anschließend wurde das Flugzeug für den Transport auseinandergenommen und zum Flugplatz Moskau-Chodynka verbracht, wo der endgültige Zusammenbau erfolgte. Ab 17. April wurden durch den ZAGI-Chefpiloten Michail Gromow die ersten Rollversuche durchgeführt. Dabei brach zweimal das Spornrad und musste neu überarbeitet und verstärkt werden. Die anschließend ab dem 24. April durchgeführte staatliche Abnahme zog sich durch die Beseitigung von Mängeln noch fast drei Monate hin.

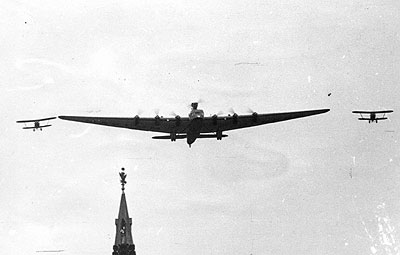
Die „Maxim Gorki“ im Flug über Moskau

Schließlich konnten Gromow und der Kopilot Nikolai Schurow am 17. Juni 1934 mit der Maxim Gorki (Kennzeichen: SSSR-L759) zum Erstflug starten und ihn problemlos in 35 Minuten absolvieren. Bereits zwei Tage später nahm die MG in Begleitung zweier I-5-Jäger an der Parade zu Ehren der geretteten Passagiere des im Polarmeer untergegangenen Dampfers Cheliuskin teil und warf über dem Roten Platz aus 150 Meter Höhe Flugblätter ab. Im Herbst 1934 konnte die staatliche Erprobung abgeschlossen werden. Bei den Tests stellten Gromow und Schurow zwei Masse-/Höhenrekorde auf, als sie mit 10.000 beziehungsweise 15.000 Kilogramm Nutzlast eine Höhe von 5.000 Metern erreichten. Da die Sowjetunion zu dieser Zeit jedoch noch nicht Mitglied des FAI war, wurden die Weltrekorde nicht anerkannt. Zur Winterperiode wurde die ANT-20 in einem Hangar des Flugplatzes Chodynka abgestellt, allerdings musste wegen der Größe des Flugzeuges die hintere Wand durchbrochen und das Heck abgedeckt im Freien untergebracht werden. Ende April 1935 begannen die Flüge erneut. Anschließend nahm die Maxim Gorki an der alljährlichen Luftparade zum Ersten Mai teil, wo sie eine Gruppe TB-3-Bomber anführte.
Am 18. Mai 1935 wurde sie von einem I-5-Begleitjäger des Piloten Nikolai Blagin, der bei einer Vorführung über Moskau verbotenerweise einen Looping flog, in der Luft gerammt und stürzte auf dem Gelände der Siedlung Sokol ab. Dabei kamen insgesamt 50 Menschen (im Flugzeug und am Boden) ums Leben. Die eingesetzte Untersuchungskommission kam schon einen Tag später zum Ergebnis, dass der Pilot der I-5 fahrlässig gehandelt habe und deshalb die Alleinschuld trage. Allerdings kann davon ausgegangen werden, dass Blagin von höherer Stelle dazu genötigt wurde, riskante Manöver zu fliegen, um den anwesenden Auslandsvertretern eine imposante Präsentation der Leistungsfähigkeit der sowjetischen Luftfahrt zu geben.

### ANT-20bis (PS-124)

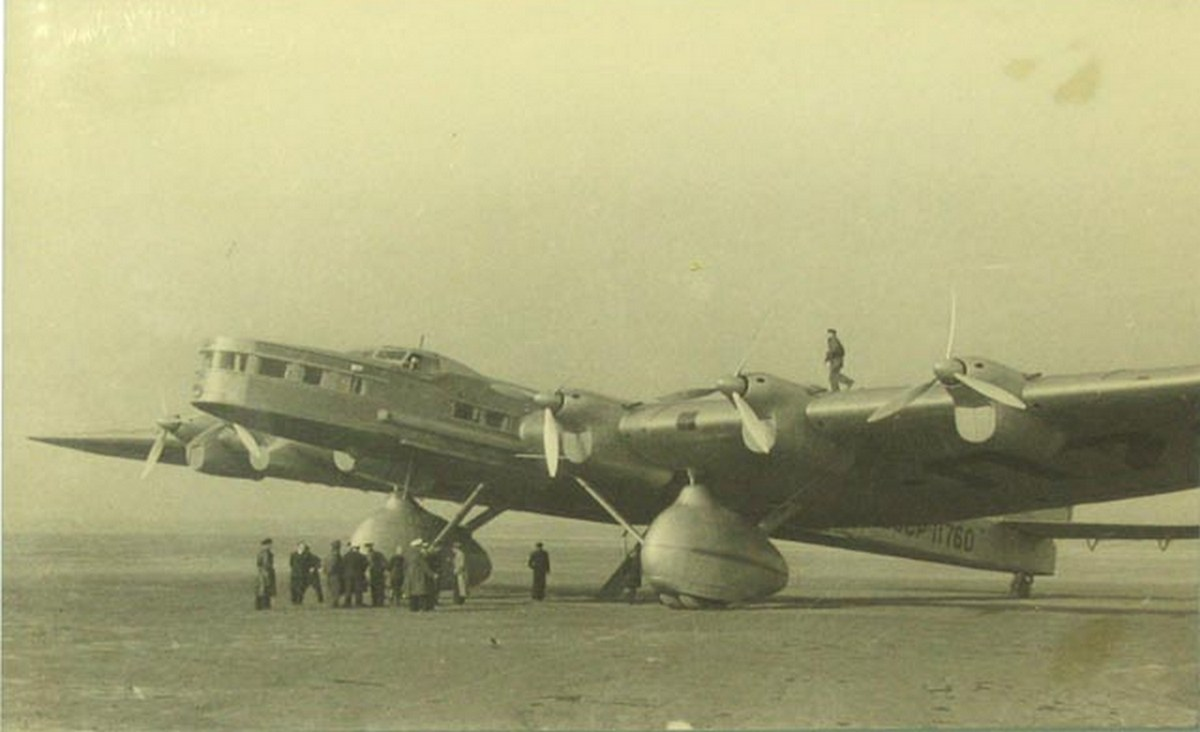
Die ANT-20bis

Unmittelbar nach dem Absturz der „Maxim Gorki“ wurde der Bau von drei weiteren Maschinen geplant. Zur Finanzierung wurde ein neuer Fonds eingerichtet, der nach Spendenaktionen im ganzen Land 63 Millionen Rubel umfasste, worauf die geplante Stückzahl auf 16 erhöht wurde. 1936 begann Boris Saukke unter der Leitung von Wladimir Petljakow mit den Konstruktionsarbeiten. Nach Saukkes und auch Petljakows Verhaftung im Zuge des Großen Terrors übernahm dessen Stellvertreter Iossif Neswal die Leitung. Der Bau des ersten als ANT-20bis oder auch als PS-124 bezeichneten Flugzeuges wurde im erst wenige Jahre zuvor errichteten Flugzeugwerk Nr. 124 „Sergo Ordschonikidse“ in Kasan durchgeführt. Das Flugzeug besaß gegenüber der ersten ANT-20 einen veränderten Rumpf und Tragflügel, das Leitwerk war ebenfalls umkonstruiert worden und die zwei Motoren auf dem Rumpf konnten durch Verwendung von stärkeren AM-34FRNW-Triebwerken weggelassen werden. Obwohl die ANT-20bis (Kennzeichen: SSSR-L760) etwas schwerer als ihre Vorgängerin war, erreichte sie doch eine um 30 km/h höhere Maximalgeschwindigkeit. Die Bezeichnung PS-124 steht für „Passaschirski Samoljot“ (Passagierflugzeug) des Werkes Nr. 124.
Für das Datum des Erstfluges gibt es stark abweichende Angaben. So soll die Flugerprobung schon 1938 durch Michail Gromow, Cheftestpilot beim ZAGI, durchgeführt worden sein. Andere Quellen nennen den 15. Mai 1939 als Tag des ersten Fluges, durchgeführt vom Testpiloten des Wissenschaftlichen Versuchsinstitut der Zivilluftflotte (NII GWF), Eduard Schwarz. Am 12. August 1939 ging das Flugzeug an die Aeroflot und nahm auf der Strecke Moskau–Mineralnyje Wody seinen Dienst auf, wurde allerdings noch auf der Luftparade in Tuschino am 18. August durch Gromow und N. I. Nowikow der Öffentlichkeit vorgestellt. Im Dezember 1940 wurde es der „Staffel für Sonderaufgaben“ unterstellt. Dort wurden die beiden inneren AM-34-Triebwerke durch leistungsfähigere M-35-Motoren ausgetauscht. Nach Ausbruch des Deutsch-Sowjetischen Krieges beflog die Maschine ab November 1941 die Linie Taschkent–Tschardshou–Urgentsch sowie die Strecke Taschkent–Kuibyschew. Am 14. Dezember 1942, auf dem Flug von Tschardshou nach Taschkent, ging die ANT-20bis in 5000 Metern Höhe in einen konstanten Sinkflug über und stürzte schließlich in einem 80°-Winkel zu Boden. Alle zehn Mitglieder der Besatzung sowie 26 Passagiere kamen ums Leben. Als vermutliche Unfallursache wurde eine versehentlich verstellte Trimmung des Höhenruders ermittelt. Zu diesem Zeitpunkt war der Bau weiterer ANT-20 schon nicht mehr relevant, da für Flugzeuge dieser Größenordnung kein Bedarf bestand. Die Flugstrecken wurden stattdessen durch kleinere, aber dafür schnellere zweimotorige Flugzeuge bedient.

## Konstruktion

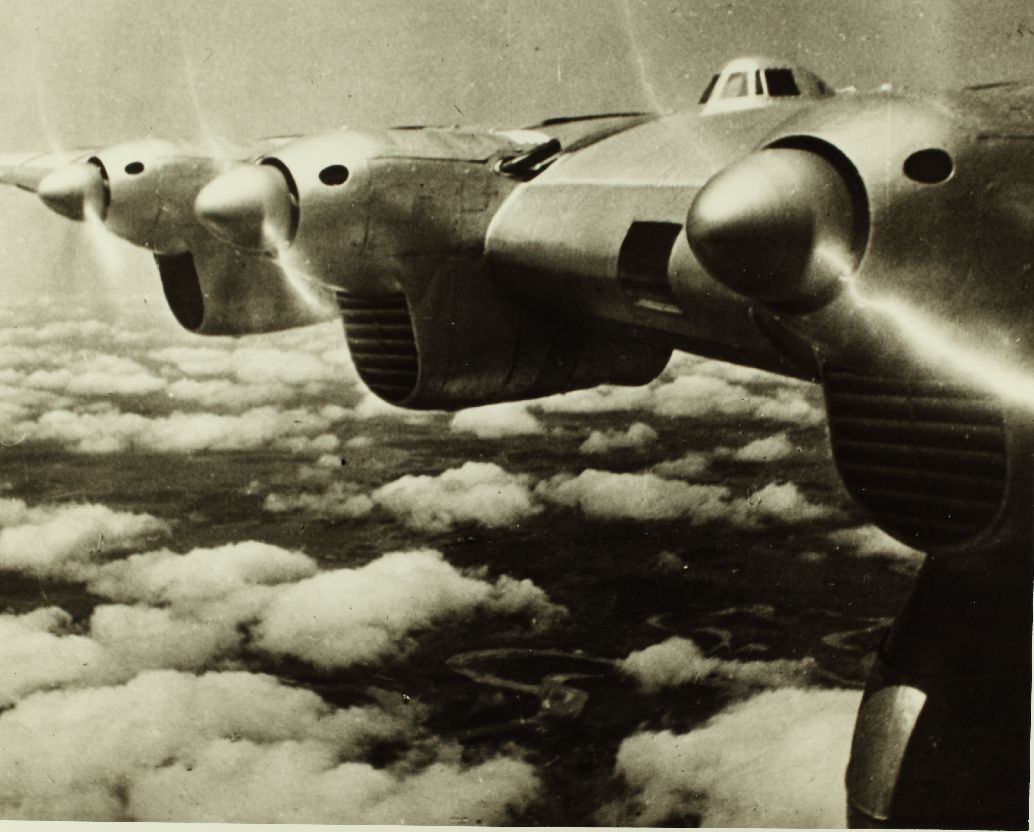
Blick auf die Steuerbordmotoren und die für deren Überwachung im Flügel untergebrachte Mechanikerkanzel aus der Kabine der ANT-20bis

Die ANT-20 bestand aus einem Stahlrohrgerüst mit Wellblechbeplankung. An der Vorderkante des freitragenden Tragflügels befanden sich pro Seite drei AM-34FRN Motoren mit je 671 kW (900 PS). Die zwei restlichen waren wie schon bei der ANT-16 auf einer Konstruktion über dem Rumpf in Tandemanordnung befestigt. Die ANT-20 war als Mitteldecker ausgelegt. Der 63 Meter Spannweite messende dreiteilige Tragflügel besaß drei Holme und war freitragend, das Leitwerk war jedoch verstrebt. Das Fahrwerk war nicht einziehbar, die Haupträder besaßen eine stromlinienförmige Verkleidung und waren nicht durch eine Achse miteinander verbunden.
Das Flugzeug stellte zu dieser Zeit ein Unikum dar, so war es zum Beispiel mit einem Kino, einem Fotolabor, einer Druckpresse, einer Elektrostation sowie mehreren Büros ausgestattet. Zusätzlich konnten noch bis zu 72 Passagiere transportiert werden. Das Flugzeug konnte dank seiner großen Landeklappen und wirksamen Radbremsen mit 100 km/h auf nur 400 m langen, unbefestigten Pisten landen und eignete sich so hervorragend für Propagandazwecke. Wenn eine Landung nicht möglich war, führte es einen Überflug durch, bei dem Flugblätter abgeworfen, Musik und Lautsprecherdurchsagen ausgestrahlt und Bilder auf höherliegende Wolken projiziert wurden. Rote Glühbirnen auf den Tragflügelunterseiten ermöglichten es, politische Losungen aufleuchten zu lassen.
Eine Besonderheit der ANT-20 war die Druckmaschine ihrer Borddruckerei. Obwohl der Rollenoffsetdruck erst 1914 von dem Deutschen Caspar Hermann in Leipzig erfunden worden war, war dies bereits eine vollwertige Klein-Rollenoffsetdruckmaschine mit einer auf dem Gestell aufgesetzten Papierrollenabwicklung, zwei darunter beidseitig angeordneten Offsetdruckwerken für den Vorder- und Rückseitendruck sowie einem Papierquerschneider mit Auslage unten rechts.
Sie wurde 1932 von dem Deutschen Paul Fuchs in der Druckmaschinenfabrik Jakoda in Rybinsk an der Wolga konstruiert und gebaut. Da sie ein Gesamtgewicht von 700 kg nicht überschreiten durfte, waren ihr Gestell und alle wesentlichen Teile aus Aluminiumguss gefertigt. Wegen der instabilen Lage des Flugzeugs in der Luft und der Forderung, auch im Flug drucken zu können, musste das Feuchtwerk eine entsprechende Anpassung erfahren: Statt einer offenen Feuchtmittelwanne wurde ein geschlitztes Aluminium-Rohr benutzt, in dem ein Schwamm steckte. Es wurde also über diesen Schwamm das Feuchtmittel an die Feuchtwalzen abgegeben und so das Feuchtmittel gegen Auslaufen eingesperrt. Die Rollenoffsetdruckmaschine druckte ohne Probleme auch in extremer Schräglage des Flugzeugs.

## Technische Daten
| Kenngröße               | ANT-20                                     | ANT-20bis                                  |
| ----------------------- | ------------------------------------------ | ------------------------------------------ |
| Besatzung               | 8                                          | 9                                          |
| Passagiere              | 72                                         | 64                                         |
| Spannweite              | 63,00 m                                    | 64,00 m                                    |
| Länge                   | 33,00 m                                    | 34,10 m                                    |
| Höhe                    | 10,60 m                                    | 7,00 m                                     |
| Flügelfläche            | 486 m²                                     | 486 m²                                     |
| Flügelstreckung         | 8,2                                        | k. A.                                      |
| Leermasse               | 31.950 kg                                  | 31.200 kg                                  |
| Zuladung                | 10.050 kg                                  | 12.800 kg                                  |
| Startmasse              | 42.000 kg                                  | 44.000 kg                                  |
| Flächenbelastung        | 86,4 kg/m²                                 | 90,5 kg/m²                                 |
| Leistungsbelastung      | 7,0 kg/PS                                  | 7,3 kg/PS                                  |
| Antriebsart             | flüssigkeitsgekühlte 12-Zylinder-V-Motoren | flüssigkeitsgekühlte 12-Zylinder-V-Motoren |
| Anzahl / Typ            | acht AM-34FRN                              | sechs AM-34FRNW                            |
| Leistung                | je 671 kW (900 PS)                         | je 895 kW (1.200 PS)                       |
| Höchstgeschwindigkeit   | 245 km/h                                   | 275 km/h                                   |
| Reisegeschwindigkeit    | 190 km/h                                   | 225 km/h                                   |
| Landegeschwindigkeit    | 100 km/h                                   | 100 km/h                                   |
| Steigleistung           | 4,8 m/s                                    | k. A.                                      |
| Gipfelhöhe              | 4.500 m                                    | 5.500 m                                    |
| Reichweite              | 1.200 km                                   | 900 km                                     |
| Start-/Landerollstrecke | 400 m / 400 m                              | 500 m / 500 m                              |

## Sonstiges
Der französische Schriftsteller Antoine de Saint-Exupéry hielt sich zum Zeitpunkt des Absturzes der ANT-20 im Rahmen einer Studienreise in Moskau auf und hatte laut eigener Aussage noch am Tag zuvor an einem Rundflug mit dem Flugzeug teilgenommen. Über das Ereignis erschien im Mai 1935 ein von ihm verfasster Artikel in der Zeitung Paris-Soir.